# نوح أداميا
نوح بيتروفيتش أداميا (بالجورجية: ნოე ადამია) (بالروسية: Ной Петрович Адамия) (ديسمبر 1917 – 21 يونيو 1942)، كان قناص سوفيتي ينتمي للقوات البحرية السوفيتية وبطل الاتحاد السوفيتي خلال الحرب العالمية الثانية. شارك في حركة قناصي سيفاستوبول، وشخصيا قام بتدريب حوالي 80 من القناصة. نوح قتل حوالي 300 جندي الماني أثناء معركة سيفاستوبول.

## قبل الحرب
ولد في 21 ديسمبر 1917 في لعائلة ريفية في جمهورية جورجيا السوفيتية في قرية ماثوندزي، التحق بالمدرسة الثانوية في تبليسي. بعد ذلك انضم إلى البحرية السوفيتية في 1938 ، وخدم في الدفاعات الساحلية على إحدى المدافع المضادة للطائرات. في عام 1940 تخرج من المدرسة البحرية العسكرية في أوديسا، وأصبح قائد فصيلة.

## الحرب العالمية الثانية ومعركة سيفاستوبول
خدم في الخطوط الامامية منذ عام 1941 وقرر ان يصبح نشطاً في القناصة وبسبب موهبتة وكفائتة تم امرة بتدريب 70 جندي من قوات اللواء السابع للبحرية السوفيتية المرابطة في سيفاستوبول. كان يشرف على تدريبهم بنفسه، وكان يعمل في المناطق الأكثر خطورة من المقاطعة. خلال الشهرين التاليين كان جميع المرشحين على استعداد للقتال. حتى أصبح قائد الفصيلة، أداميا اقتنص أكثر من 200 جندي الماني واعطب دبابتين، في يونيو 1942 تم محاصرة لواء البحرية السوفيتية السابع من قبل القوات الالمانية، فقام أداميا بجمع أفضل 11 قناص من فصيلتة وكسر الحصار بعدما كبد الالمان خسائر فادحة تقدر بمئة جندي.

## تكتيكات القنص
من كانون الأول 1941 أصبح أداميا رائد حركة قناصة سيفاستوبول. في البداية كان يقتصر على اقتناص الاعداء المحاصرين لفصيلتة ولكن انتقل إلى اسلوب المطاردة حيث كان يتتبع الالمان ويقتنصهم باستخدام مختلف الاسلحة مثل مضادات الدبابات وبندقية قنص من نوع موسين من اجل استهداف الاهداف الثقيلة والخفيفة، وكان قد قال لأحدى الصحف السوفيتية:(القناصة الالمان كانوا جيدين جداً لذا سئلت نفسي لماذا لا أصبح جيداً ايضاً؟)
أداميا مضى يصف كيف تعلم حساب المدى الناري، فضلاً عن تتبع الاثار وكيفية تحديد زمن الاثر من خلال الرطوبة كما كان مشهوراً بالاختباء في الاشجار واقتناص الالمان من مسافة 600 متر، وكان كل يوم يخرج من مقر فصيلتة ويبقى اياماً في الغابة لمطاردة الالمان مكتفياً بقطع من الخبز والقليل من الماء، يقول يفيجينى إيفانوفيتش زيديلوف في كتابة «نحن دافعنا عن سيفاستوبول»:(نوح كان صياد متحمس- ثاقب البصر حاد السمع، كان قادراً على التسلل بهدوء من خلال الغابات والجبال والادغال وغيرها من الاماكن التي يتعذر الوصول اليها، كان يرتدي غطاء المطر للتموية ويكتفي بالقليل من الخبز والماء، كان يذهب كل صباح إلى المرتفعات ويختار موقع جديد مثل صياد يطارد وحشاً، أداميا كان يتسلل لهدوء ويقتنص الالمان من قناصة دون ان يخطئ)

## الوفاة
نوح لقي حدفة قبل يوم واحد من سقوط سيفاستوبول بيد الالمان في 4 يوليو 1942 كان واحداً من 60.000 مدافع سوفيتي تم اجلائهم من سيفاستوبول، وفي 3 تموز 1942 قتل أداميا في منطقة جاسفورت، في خليج كاميشيفا وقد دفن في سيفاستوبول إلى جانب 86 جندي من جنود بحرية اللواء السابع.

## التكريم
بسبب اداءة المتميز وشجاعتة ودورة في الحرب ضد النازية قرر رئاسة مجلس السوفيت الاعلى منح أداميا وسام بطل الاتحاد السوفيتي ووسام لينين ووسام البسالة، كما تم تسمية شارع بأسمة في مدينة سوخومي في جورجيا.